# Пушкарь, Евгений Георгиевич
Евгений Георгиевич Пушкарь (укр. Євген Георгійович Пушкар; 13 апреля 1934, Ланы, теперь Львовская область — 2 декабря 2000, Львов) — украинский учёный-правовед, специалист в отрасли гражданского процесса. Доктор юридических наук (1985), профессор (1987). Работал в Львовском национальном университете, где в 1985—1995 годах заведовал кафедрой основ права Украины.

## Биография
Родился 13 апреля 1934 года в селе Ланы, теперь Львовский район Львовской области. В течение 1958—1963 годов получал высшее образование в Львовском национальном университете имени Ивана Франко. Продолжил обучение в аспирантуре Харьковского юридического института, под научным руководством Николая Васильченко. В 1968 году защитил диссертацию на соискание учёной степени кандидата юридических наук по теме «Окончание гражданских дел без вынесения судебного решения». Официальными оппонентами на защите были профессор Надежда Чечина (ЛГУ) и доцент Иван Середа (ОГУ).
С 1968 года работал во Львовском национальном университете на кафедре гражданского права и процесса, где последовательно занимал должности ассистента, старшего преподавателя и доцента. В 1985 году защитил диссертацию на соискание учёной степени доктора юридических наук по теме «Право на обращение в суд за судебной защитой». В том же году возглавил кафедру основ права Украины. В 1987 году ему было присвоено учёное звание профессора. Возглавлял кафедру основ права Украины до 1995 года, с 1997 года состоял профессором кафедры гражданского права и процесса. В 1999 году, не покидая работы во Львовском национальном университете, возглавил кафедру гражданского права и процесса в частном Экономико-правовом институте, который располагался в Черновцах.
Умер 2 декабря 2000 года во Львове.

### Научная деятельность
Специализировался на исследовании проблем гражданского процесса. Начиная с 1970-х годов занимался исследованием проблемы права граждан, предприятий, учреждений и организаций на «обращение за судебной защитой нарушенных или оспариваемых прав и охраняемых законом интересов». Также в круг его научных интересов входили проблемы судебных решений и судебных процедур, в частности вопрос об исковом производстве в суде первой инстанции.
В отличие от многих украинских юристов, Пушкарь не выделял предпосылки права на предъявление иска, а вместо этого выделял универсальные и специальные условия права на обращение в суд. Пушкарь определил порядок реализации права на обращение в суд, в который входило «наличие гражданской процессуальной дееспособности лица; соблюдение правил подсудности дела и формы обращения в суд; оплата государственной пошлины; наличие полномочий на обращение в суд и ведение дела в пользу других лиц».
Также занимался подготовкой научных кадров, руководил работой аспирантов. Входил в состав специализированных советов по защите диссертаций во Львовском национальном университете и Национальной Юридической академии имени Ярослава Мудрого. Участвовал в подготовке проекта нового Гражданского процессуального кодекса Украины.

## Избранные публикации
По состоянию на 1998 год был автором более 50 научных работ, в том числе 4 монографии, 1 научно-практический комментарий, 3 учебника и 5 учебных пособий. Список избранных публикаций согласно Энциклопедии современной Украины и справочнику Учёные-юристы Украины:
- Позовне провадження в радянському цивільному процесі. Л. 1978
- Конституционное право на судебную защиту. Л., 1982;
- Суть права на судовий захист та його гарантії. Л., 1991;
- Цивільне процесуальне право України: Підруч. Х., 1992 (співавтор);
- Провадження в суді першої інстанції. Позовне провадження: Текст лекцій. Л., 1998;
- Цивільне процесуальне право України: Підруч. Х., 1999 (співавтор).